# 大犬座
大犬座是南天小星座，拉丁语原名意指“大狗”，与代表“小狗”的小犬座对应。两星座均属公元二世纪天文学家克劳狄乌斯·托勒密所划48星座，以及国际天文联会承认的88个现代星座，常用于代表跟随天上猎人（獵戶座）的狗。银河穿过大犬座，星座范围还有几个疏散星团，其中最有名的是M41。
大犬座的天狼星是夜空最亮恒星，这很大程度上是因为该星距太阳系较近。星座内其他恒星虽不及天狼星明亮，但这主要是因为距离太远，光度其实超过天狼星。1.5视星等的弧矢七是大犬座第二亮恒星，也是夜空最明亮的极紫外辐射源头。星座还有许多明亮星体，如1.8视星等的黄白超巨星大犬座δ、2.0视星等的蓝白巨星軍市一、2.4视星等的蓝白超巨星弧矢二、3.0视星等的蓝白超巨星大犬座ο²、3.0视星等的白色光谱联星孙增一。红超巨星大犬座VY尺寸在已知恒星名列前茅，中子星RX J0720.4−3125半径仅五公里。

## 历史与神话

### 西方天文学
古美索不达米亚的巴比伦人把天狼星称为“KAK.SI.SA2”，是瞄准猎户座的箭，大犬座南部与船尾座部分星体组成弓。公元前约1100年的古巴比伦星表把天狼星称为“BAN”，古巴比伦人后在天文与占星规范星表《纲要》把代表箭的天狼星与勇士尼努尔塔联系起来，弓与恩利爾之女伊南娜联系起来。尼努尔塔又同后来的神祇马尔杜克关联，据称马尔杜克以巨弓杀死海洋女神迪亚马特，是古巴比伦崇拜的主神:71。古希腊人以犬取代弓和箭。

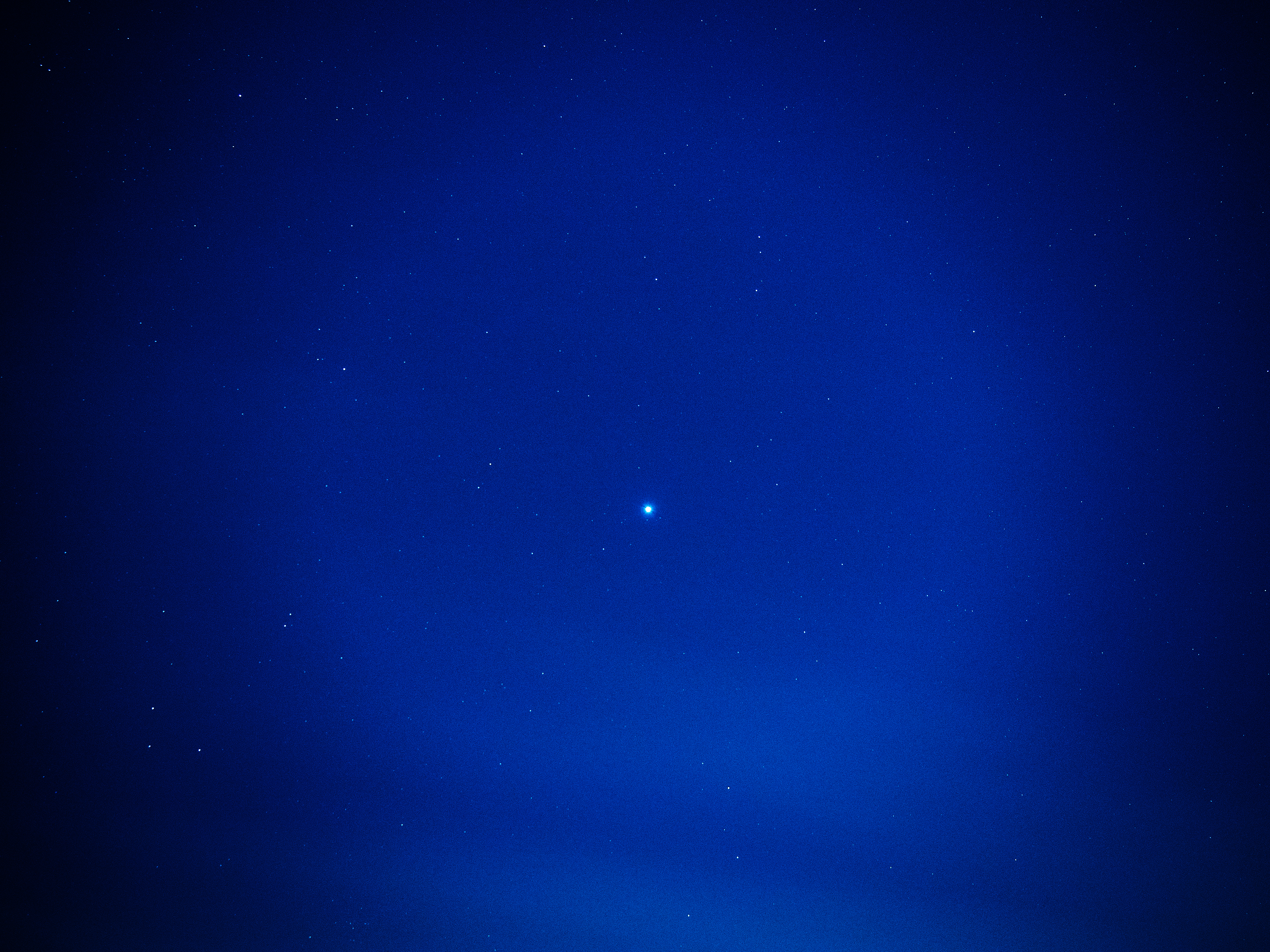
大犬座的天狼星是夜空最亮恒星

大犬座在希腊神话代表宙斯送给欧罗巴的礼品犬莱拉普斯（意为“飓风”），或雅典公主普洛克里斯的猎狗，水仙女狄阿娜，厄俄斯送给刻法罗斯的狗，以速度闻名并由宙斯升至天国。阿拉托斯、荷马、赫西俄德用大犬座代表猎户座的猎狗，追踪兔子（天兔座）并帮猎人对付公牛（金牛座）。古希腊人只用大犬座代表猎户座的狗，但古罗马还有小犬座代表的第二条狗。星座另有拉丁语名、，1821年《阿方索星曆表》还称。
罗马神话把大犬座称为，是欧罗巴的护卫犬，但未能阻止化身公牛的朱庇特将她绑走；大犬座还代表看守冥界入口的狗刻耳柏洛斯。中世纪阿拉伯天文学称星座，意为“大狗”，17世纪作家埃德蒙·奇尔迈德把词转录成。伊斯兰学者阿布·拉伊汗·穆罕默德·本·艾哈迈德·比鲁尼把大犬座称为，意为“巨人的狗”，其中巨人指猎户座。突尼西亞牧羊人以六个星座代表干燥、炎热的季节，其中“Merzem”包含大犬座与小犬座星体，预示两周炎热天气。

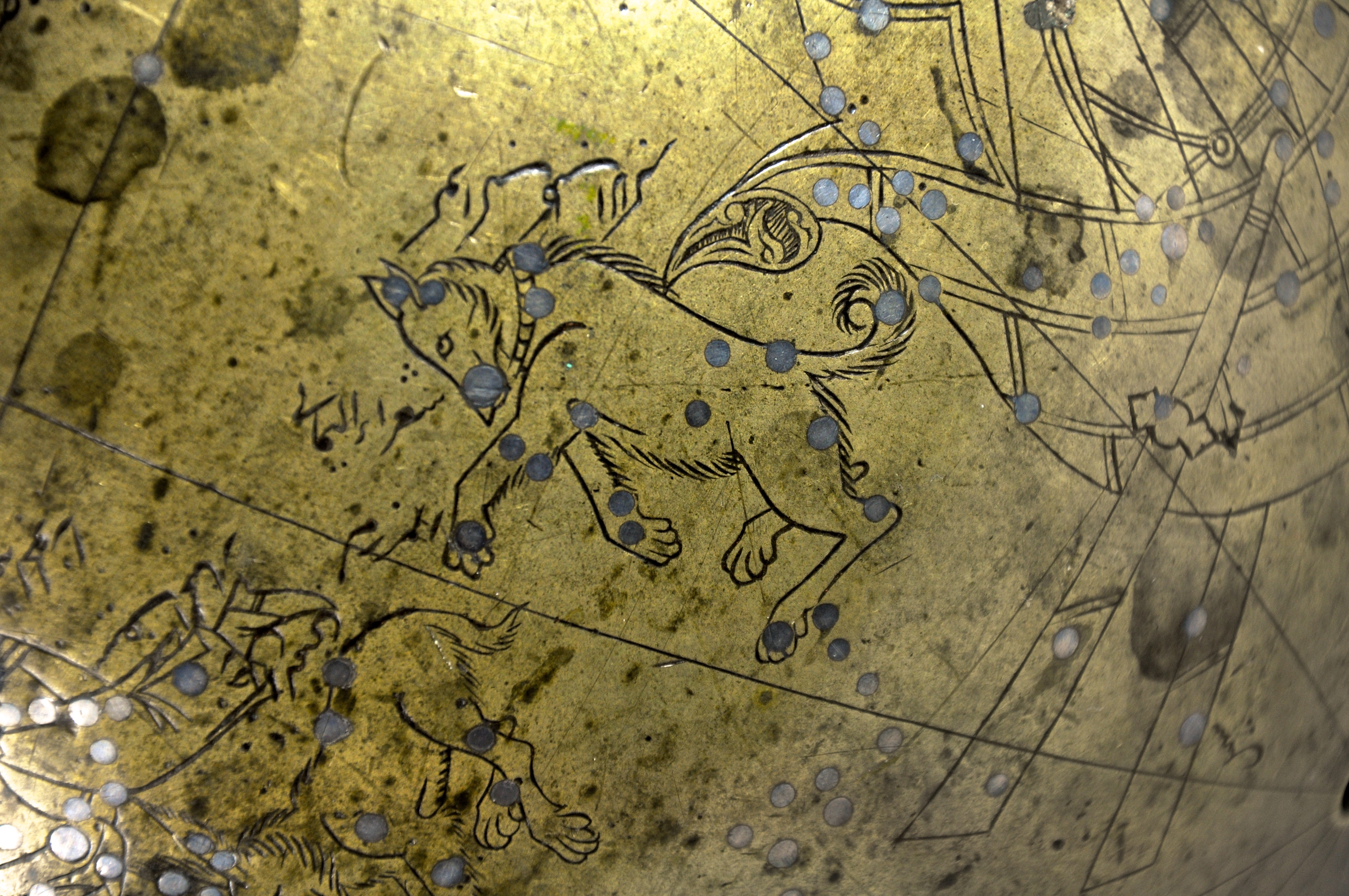
1632至1633年馬什哈德出产的玛努切赫尔地球仪上所印大犬座，瑞典阿迪尔诺收藏

### 其他地区天文学

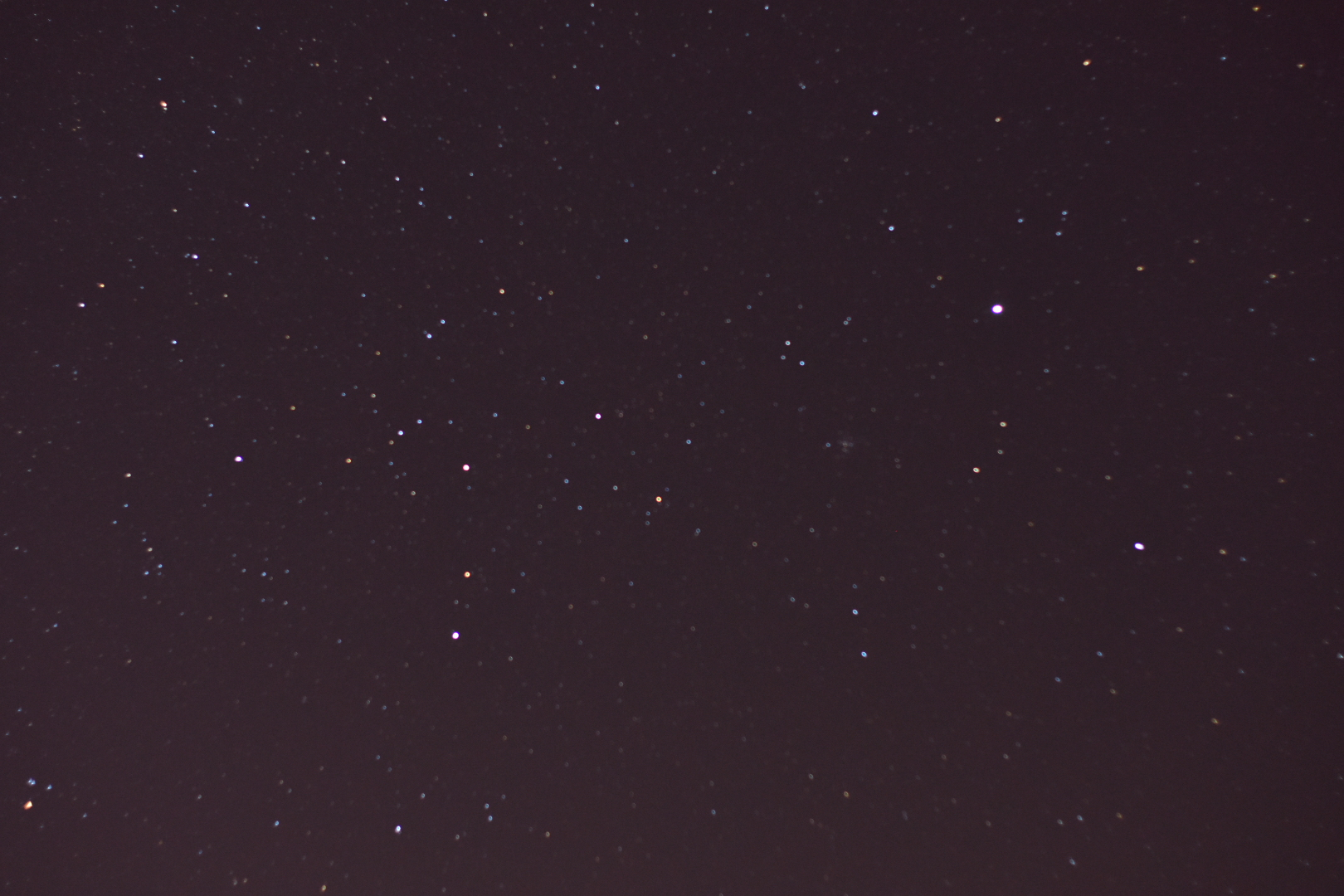
关丹上空的大犬座（右上角是北方）

中国古代天文学把现代大犬座范围划归朱雀，星体划入多个星官。军士星官包含的恒星组成圆形，如軍市一、军市二、军士六、军士增二，还有天兔座部分星体，:428野鸡星官位于军士中间，但对应恒星尚有争议，大犬座ο¹、大犬座ο²、军士四:430、军士一、大犬座ν²（汉语星名“野鸡”）都有可能。天狼星即天上的狼:431，代表侵略与掠夺，天狼东南是代表弓箭的星官弧矢，包含大犬座δ、弧矢二、弧矢七、大犬座κ（汉语名“弧矢八”）、天社三。另一种说法是大犬座ο²（汉语名“军士增五”）与弧矢二代表瞄准天狼的箭，弧矢八、弧矢七、大犬座σ（汉语名“弧矢增二”）、大犬座δ、弧矢九、弧矢五代表弓。:434
毛利人与土亞莫土群島居民把大犬座视为实体，有些纳入其他星座。毛利人所称又名或，意为“天狼群星”，其中包括大犬座、小犬座，还包括周边部分星体。:212, 215又称，意为“天狼之镜”，由大犬座部分恒星组成:247, 258。他们把天狼星称为（发音类似“雷胡阿”）或（发音类似“塔卡鲁阿”），两者还是星座的名称，毛利人及其他部分波利尼西亚文明还用代表其他星群:249, 254。土阿莫土群岛把大犬座称为，意为“天狼恒久群星”:236。
肖尔黑文河流域的塔伦巴人把大犬座三颗恒星视为（“蝙蝠”）及其夫人（“棕蛇夫人”）与（“黑蛇夫人”），两名夫人对跟随丈夫感到厌倦，企图把进洞捕猎袋熊的丈夫活埋，结果被他用矛刺穿，三人在天上组成星座。維多利亞州的布隆人把大犬座σ称为（此名已获国际天文学会认可，是该星正式名称），分居两侧的大犬座δ与弧矢七都是的夫人。据称月亮（意为袋猫）企图勾引弧矢七，遭惩处后一直在天上游荡。

## 简介
大犬座位于南半球夏季夜空，北邻麒麟座（麒麟座将大犬座与小犬座分隔）、东面与东南接船尾座，西南挨天鸽座，西靠天兔座。1922年，國際天文聯會确定以三字母缩写代指大犬座。比利时天文学家尤金·德爾波特1930年正式划分星座边界，大犬座呈四边形。星座在赤道坐標系統的赤经位于06h 12.5m至07h 27.5m范围，赤纬在−11.03°到−33.25°之间。星座占据380平方度夜空，在88个现代星座排第43。

## 显著特点

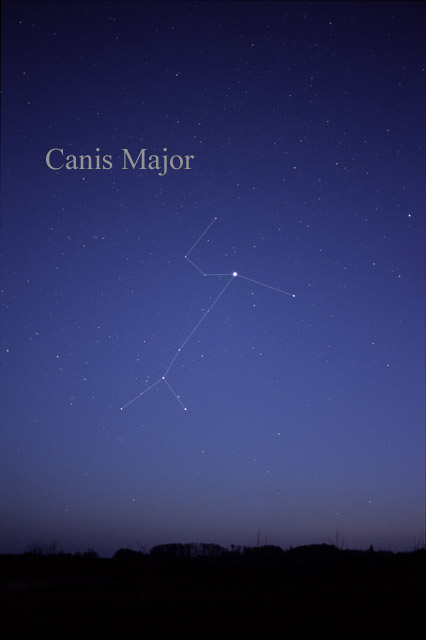
大犬座可用肉眼观测

### 恒星
大犬座雖然是小型星座，但明亮恒星众多，因此在夜空非常显著，除夜空最亮的天狼星外还有三颗星亮度超过2.0视星等。另有两颗恒星曾经非常明亮，弧矢七约470万年前达到-3.99视星等，军市一约442万年前最亮达-3.65视星等。此外，大犬座NR将在约287万年后达到−0.88视星等，成为夜空最耀眼的恒星。
日耳曼制图师約翰·拜耳用希腊字母α至ο为星座最显眼的星体命名，其中ν代表三颗相邻恒星，ξ、ο各代表两颗星:73。随着观测技术进步，后世天文学家为中欧时期难以分辨的大犬座南部星体命名:71。日耳曼天文学家约翰·波得新增字母σ、τ、ω:74，法国天文学家尼可拉·路易·拉卡伊用字母“a”至“k”为恒星命名，但未获后世采纳:74。約翰·佛蘭斯蒂德共为31颗恒星编号，其中“大犬座3”由拉卡伊划入天鸽座，即孫增三（佛兰斯蒂德不将天鸽座视为独立星座）:368。他把大犬座10与大犬座κ分别编为κ1与κ2，但弗朗西斯·贝利与约翰·贝维斯等后世制图师认为大犬座10太黯淡，将大犬座κ2标成大犬座κ:73。佛兰斯蒂德编号的ν1、ν2、ν3、ξ1、ξ2、ο1、ο2均沿用至今:73–74。

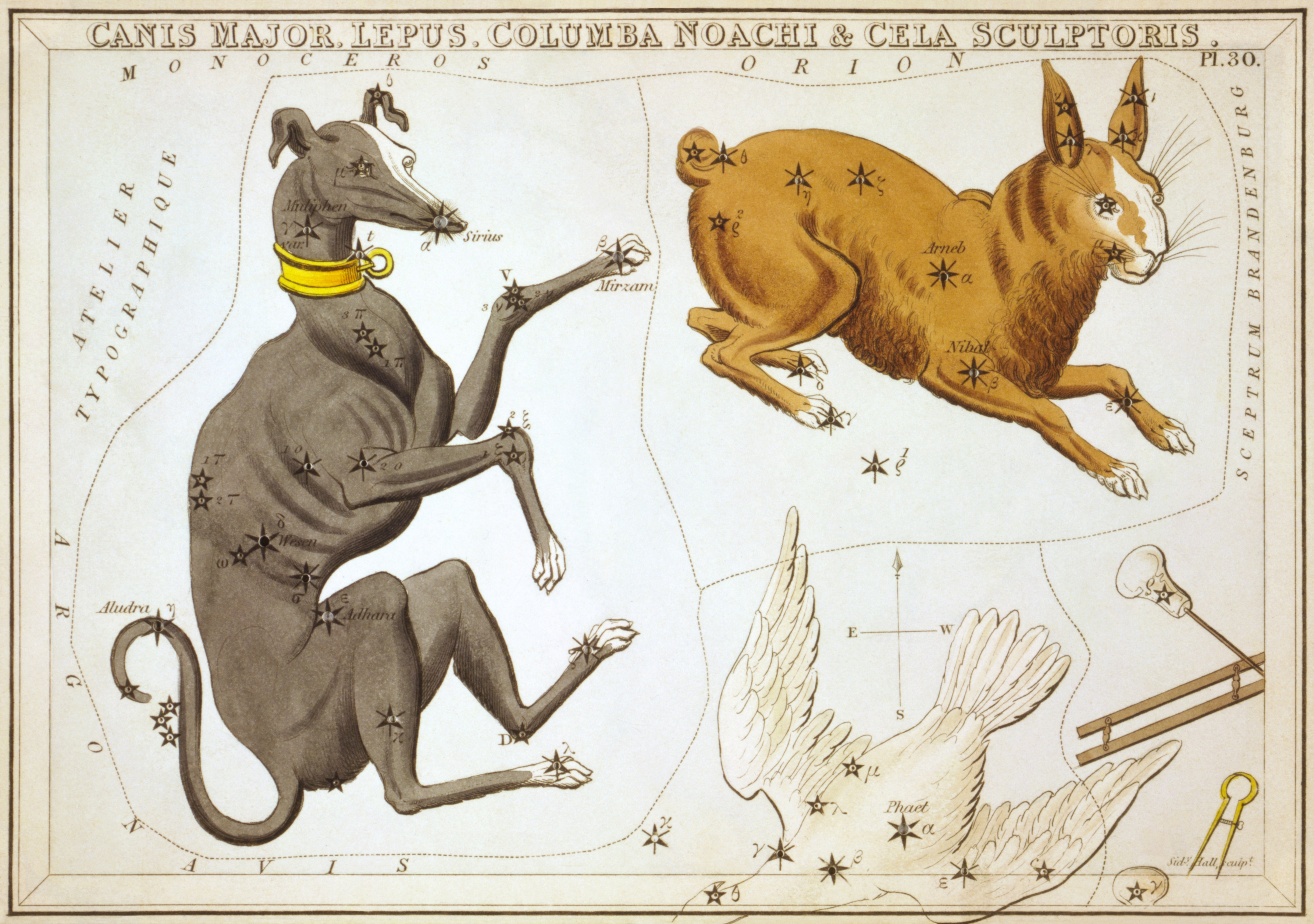
1825年星图卡片《乌拉尼亚之镜》上的大犬座，旁边是天兔座与天鸽座（右下）

天狼星亮度达−1.46视星等，是夜空最亮的恒星而且距地球很近，只有8.6光年。该星拉丁语名源于希腊语“灼热”或“烧灼”。天狼星是聯星，伴星天狼星B是8.4视星等的白矮星，从地球观测亮度仅天狼星A主星万分之一。两星以50年轨道周期相互围绕旋转。1993年两星相距最近，2020至2025年拉至最远。天狼星是古埃及历法基础，在拜尔星图代表大犬的嘴:504。
军士一和天狼增四位于天狼星两侧。军士一是2.0视星等的蓝白仙王座β型變星，亮度以六小时为周期变化，变动幅度不到0.1视星等。军士一离地五百光年，从地球视角升上夜空的时间比天狼星早几分钟，故有天狼星预报员之称。4.12视星等的天狼增四是蓝白亮巨星，光谱等级B8IIe，离地441光年。天狼星与天狼增四之间的大犬座ι也是仙王座β型变星，亮度以1.92小时周期在4.36至4.4视星等范围变化。大犬座ι是光谱等级B3Ib的蓝白超巨星，光度达太阳4.6万倍，距地球2500光年，是天狼星离地距离的三百倍。
中世纪阿拉伯传统天文学把弧矢七、大犬座ο²、大犬座δ、弧矢二统称“Al Adzari”（“处女”）。弧矢七在拜尔的星图代表大犬右大腿:504，1.5视星等亮度在大犬座排第二，在夜空所有恒星排第23，是光谱等级B2Iab的蓝白超巨星，距地球约404光年。弧矢七的亮度在夜空所有极紫外辐射源名列前茅，而且是联星，其中从星为7.4视星等，传统星名意为“处女”，原指大犬座多颗星体，如今仅指弧矢七。附近的黄白超巨星大犬座δ光谱等级F8Iab，亮度1.84视星等，距地球约1605光年。该星传统星名“Wezen”意为“重量”，拥有17倍太阳质量、两百倍太阳直径、五万倍太阳光度，如果位于太阳系正中足以吞没地球。大犬座δ还很“年轻”，“仅”约一千万年历史，核心已停止氢核聚变。星体外层开始膨胀和冷却，未来十万年随着核心聚变的元素加重将逐渐变成红超巨星，一旦形成铁核心就会化身超新星剧烈坍塌并爆炸。。光谱等级K7Ib的红巨星大犬座σ位于弧矢七和大犬座δ之间，亮度在3.43至3.51视星等范围不规则闪烁。
弧矢二是光谱等级B5Ia的蓝白超巨星，光度达太阳17.6万倍，直径约80倍。弧矢二是天鵝座α型變星，亮度以4.7天为周期在2.38至2.48视星等闪耀，离地1120光年。弧矢二西侧的孙增一距地球约362光年，亮度3.0视星等。孙增一是光谱联星，内部星体以1.85年轨道周期相互围绕旋转，合并光谱表明主星光谱等级B2.5V。
大犬座ο¹、大犬座ο²、军市四在天狼星与上述群星之间。大犬座ο²是有21倍太阳质量的庞大超巨星，“仅”形成七百万年就已耗尽氢，开始聚变氦。该星也是天鵝座α型變星，按24.44天周期发生非径向脉动，亮度变动范围2.93至3.08视星等。大犬座ο¹是光谱等级K2.5Iab的橙超巨星和不規則變星，亮度在3.78至3.99视星等变化，拥有18倍太阳质量和6.5万倍太阳光度。
天狼增二与天狼增三位于天狼星北，前者是拜尔在大犬座命名且最偏北的恒星。天狼增二约有80亿年历史，是光谱等级K4III的橙巨星，质量与太阳接近但已膨胀至30倍太阳直径。离地约1244光年的天狼增三属多恒星系，用小型望远镜可分辨5.3视星等黄星与7.1视星等蓝星。其中黄星属巨星，光谱等级K2III；蓝星是光谱等级B9.5V的主序星。军市增一是5.7视星等的黄巨星，离地278光年，肉眼勉强可见，其伴星为8.1视星等。
大犬座κ与孫增二位于星座南侧边缘，从地球观测相距不远，光谱也差不多，但两者没有关联。大犬座κ是光谱等级B2Vne的殼層星（又称仙后座γ型变星），离地约659光年，1963至1978年间增亮五成，从3.96升至3.52视星等。4.48视星等的孙增二是B型主序星，距地球约423光年，拥有3.7倍太阳直径、5.5倍太阳质量、940倍太阳光度。

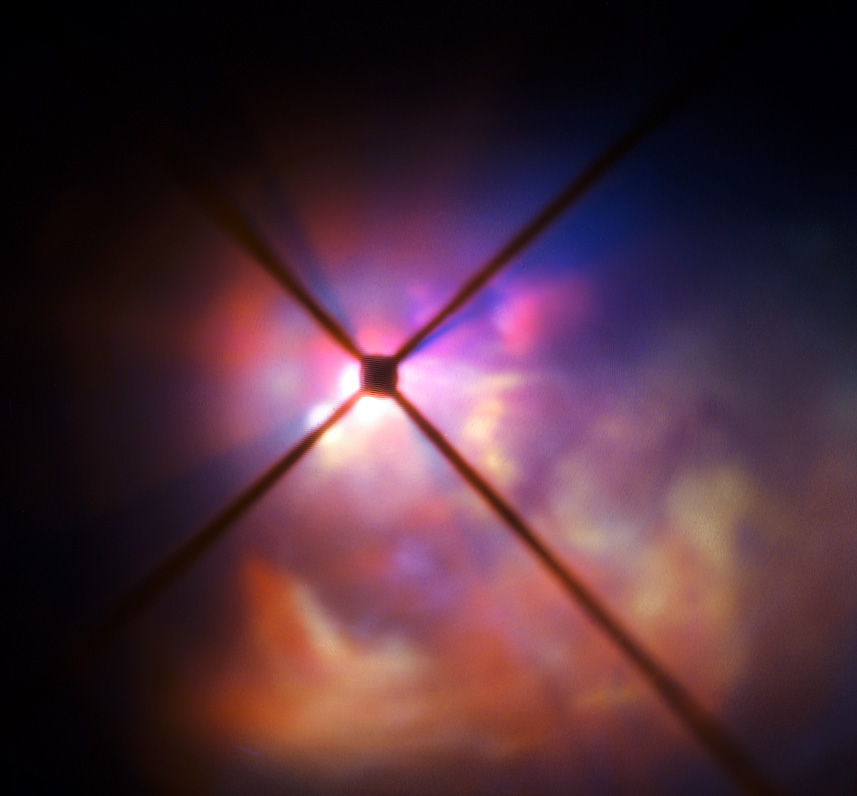
甚大望远镜拍下大犬座VY周边图像

大犬座变星众多。大犬座EZ是光谱等级WN4的沃爾夫–拉葉星，以3.766天周期在6.71至6.95视星等变动，亮度变化的确切原因不明，估计与自转和恒星风有关。离地远3800光年的紅超巨星大犬座VY无论尺寸、光度都在已知恒星名列前茅，半径是太阳1420至2200倍，光度约30万倍。该星起初拥有25至32倍太阳质量，目前已减至17±8倍。强烈的恒星风剥落星体物质，在周围形成红色反射星雲。大犬座W是人称碳星的红巨星和半规则变星，以160天周期在6.27至7.09视星等闪烁。该星温度偏低，表面约2900开尔文，半径达太阳234倍，估计距地球1444至1450光年。中子星RX J0720.4−3125半径仅五公里，亮度仅26.6视星等。该星光谱和温度多年来似乎发生神秘变化，具体情况不明，可能是星体吸收吸积盘等情况所致。
弧矢增六是天琴座β型變星和多恒星相食星系，以1.28天周期在4.32至4.37视星等范围变化。其中包含四颗灼热的O型恒星，合并质量达太阳80倍，光度50万倍，但各独立星体特征不详。第五颗星体相距0.21光年，属十等星，星系约有五百万年历史。距地球三千光年的弧矢增七同属天琴座β型变星，还是以4.4天周期在5.3至4.8视星等闪耀的食双星，由两颗质量很大的炽热蓝星组成，其中主星是光谱等级O7.5Iab至O8Iab的藍超巨星，从星是光谱等级O9.7Ib的超巨星，温度、演化程度、光度都略逊主星。两星光度分别是太阳20万倍和6.3万倍，从星拥有19倍太阳质量，超过16倍太阳质量的主星。大犬座R包含的食双星以1.13天周期在5.7至6.34视星等闪烁，还有第三颗星体围绕食双星旋转，轨道周期93年。食双星的轨道周期非常短暂，质量差别不大，形成罕见的大陵五型變星。
大犬座七个恒星系发现行星。3.91视星等的野鸡星光谱等级K1III，距地球约64光年，是历史悠久的橙巨星。该星质量和光度分别是太阳1.5与11倍，拥有2.6倍木星质量、公转周期763天的行星。HD 47536也是拥有行星的衰老橙巨星，与数十亿年后太阳转变成巨星时的太阳系类似。光谱等级G8V的HD 45364离地107光年，尺寸和温度都略低于太阳。2008年人类发现该星有两颗行星，公转周期分别是228和342天，3比2的轨道共振令该星系更加稳定。HD 47186也是有两颗行星的類太陽恆星，离恒星比较近的HD 47186 b轨道周期仅四天，属熱海王星；HD 47186 c的偏心轨道周期达3.7年，质量接近土星。距地球约183光年的HD 43197同样是类太阳恒星，行星质量与木星差不多，以偏心轨道公转。
大犬座Z成型“仅”30万年，包含的两颗主序前星分别是獵戶FU型變星与赫比格Ae/Be星，亮度偶尔会上升两级，此前几次观测纪录分别是1987、2000、2004、2008年。赫比格Ae/Be星质量更大，由大致呈球形的茧状尖埃包裹，茧内径20天文单位（30亿公里），外径50天文单位（75亿公里）。星体光线从茧上的洞透出，洞眼在周长5到10度角范围。大犬座Z由星云发展而成，星云残留的大量物质将两星包围。两星都在喷射高速物质流，其中赫比格Ae/Be星所喷远比猎户FU型变星长，达11.7光年。大犬座FS的红外辐射表明星体外围存在致密尖埃，但又类似吸收从星物质的主序星。估计上述星体是星际尖埃的重要来源。

### 深空天体
银河穿过大犬座，仅部分位置因宇宙塵埃云遮挡显得模糊。星座东北角与弧矢七、大犬座、弧矢二之间的三角地带比较明亮，使用双筒望远镜可观测大量恒星。大犬座疏散星团众多，M41是其中仅有的梅西耶天體，合并视星等4.5，离地约2300光年。M41在天狼星以南四度，包含对比显著的蓝、黄、橙色星体，夜空覆盖范围与满月差不多，实际直径约25光年。M41光度最高的恒星已演化成巨星，最亮的6.3视星等，光谱等级K3。军市增三也在M41范围，离地670光年。卡羅琳·赫歇爾发现的NGC 2360人称卡罗琳星团，位于天狼增四以西3.5度，合并视星等7.2，直径15光年，距地球3700光年，已有约22亿年历史。NGC 2362是紧凑的小疏散星团，距地球5200光年，其中约60颗恒星以弧矢增六最亮。星团位于大犬座δ东北约三度，覆盖范围直径约12光年，用双筒望远镜可在弧矢增六周围看到许多密集恒星。NGC 2362包含的恒星大多成型不久，星团非常“年轻”。6.5视星等的NGC 2354疏散星团在NGC 2362西南两度，双筒望远镜可见约15颗星体。NGC 2360东北约30分的NGC 2359又名雷神头盔，是大犬座比较明亮的發射星雲，亮度与十等星接近，离地一万光年。星云包括不稳定的沃爾夫–拉葉星HD 56925，故形成现有形状。

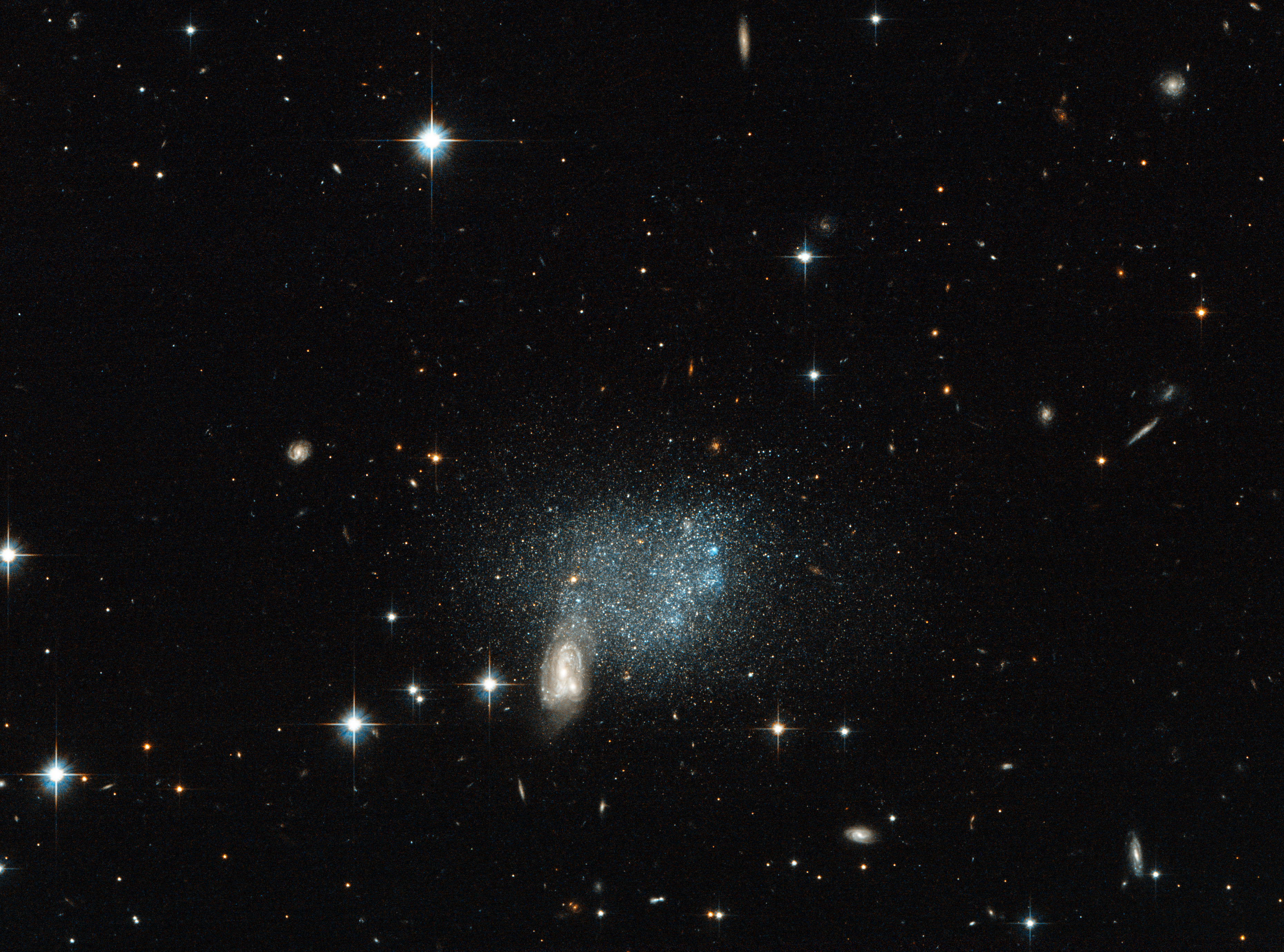
离地1600万光年的ESO 489-056是不规则矮星系

2003年，科学家把大犬座恒星密度极高的区域划为大犬座高密度區，是距地球最近的衛星星系。星系组成尚无定论，有矮星系扰乱说、银河系圆盘与旋臂种群变异说等。人们经过反复观测仅发现十颗天琴座RR型变星，基本符合银晕与旋臂种群变异说，不大可能是孤立的球状矮星系。似是大犬座矮星系成分的NGC 2298球狀星團金属含量极低，表明星团源于银河系外，与银晕无关。
NGC 2207和IC 2163距地球1.25亿光年，是相互影响且直面相对的螺旋星系。两星系在四千万年前相隔最近，如今渐行渐远，但规模不及的IC 2163终将融入NGC 2207。相互作用扰动大量气体和尘埃，在两星系大量形成恒星。1975年科学家在NGC 2207发现Ia类超新星SN 1975a，1999与2003年分别发现Ib类超新星SN 1999ec和SN 2003H，2013年发现二类超新星SN 2013ai。离地1600万光年的ESO 489-056是不规则矮星系和低表面亮度星系，金屬量在已知矮星系居于末流。

## 中国星官
中国古代传统中大犬座天区包括井宿的軍市、野雞、天狼、弧矢等星官。
- 軍市(井6)：大犬座β（軍市一）、大犬座ν3（軍市二）、大犬座13（軍市三）、大犬座17（軍市四）、大犬座ο1（軍市五）、大犬座ξ1（軍市六）。

- 野雞(井1)：野雞星官位於軍市中間，但對應恆星尚有爭議。

- 天狼(井1)：大犬座α。

- 弧矢(井9)：大犬座δ（弧矢一）、大犬座η（弧矢二）、船尾座c（弧矢三）、HIP 38901（弧矢四）、船尾座ο（弧矢五）、船尾座k1/k2（弧矢六、大犬座ε（弧矢七）、大犬座κ（弧矢八）、船尾座π（弧矢九）